# Who See
Ху си (изв. Who See), знани још и као Ху си клапа (изв. Who See Klapa), црногорски је хип-хоп дуо из Боке Которске.
Чине га Дедух или Деда (Дејан Дедовић) из Котора, и Нојз (Марио Ђорђевић), из Херцег Новог. Група је основана раних 2000-их, кад је снимљена и прва демо-трака под називом Дим по дим. Нојз и Деда су сарађивали као гости са многим регионалним реп-музичарима. На компилацији Улице Вол. 1 и Све саме барабе, на албуму 43зла изашла им је песма под називом Бока, Бока. Године 2007. група је објавила дебитантски албум Свирање купцу. Сарађивали су са Бед копијем, Шкабом из Београдског Синдиката, Хорнсман Којотом из Ајзберна и Рином, продуцентом из Подгорице, који им је урадио неколико битова и био им продуцент.
Њихову песму „Ђе се купаш” неки сматрају ремек-делом хипхопа на српском језику. Достигла је огромну популарност у Црној Гори и Србији.
Сарађивали су и са Шоном Прајсом, Прти Бе-Геом, Крешом Бенгалком, Кид Рађом, Френкијем, Рендомом, Смоке Мардељаном, Кендијем и Лабијом.

## Наступ на Рифреш фестивалу
Група је имала ту част да отвори први Рифреш фестивал (Refresh) у Котору, 2008. године. 7. августа.

## Соло радови
У слободно време, Дедух и Нојз радили су и на њиховим соло пројектима. Дедух је снимио сингл под називом Какав ћемо рефрен са српским репером Ајс Нигрутином. У међувремену је Нојз такође снимио нумеру под називом Ниђе хедова маснија са Тимбеом и Ајс Нигрутином.

## Евровизија
После награде МТВ Адрија за најбољи спот у регији, Радио телевизија Црне Горе РТЦГ је објавила да ће бенд учествовати као црногорски извођач за песму Евровизије 2013. године, у Малмеу у Шведској. Наступили су са Нином Жижић са песмом Игранка.

## Албуми
- Свирање купцу (2007)
- Крш и драча (2012)
- Немам ти кад (2014)
- Памидоре (2017)
- Како јесте и како је могло (2023)

## Галерија фотографија
- Марио Ђорђевић — Нојз
- Дејан Дедовић — Дедух
- Концерт у Будви 2. маја 2015